# Missionskyrkan, Mjölby
Missionskyrkan var en kyrkobyggnad i Mjölby, Mjölby kommun. Kyrkan tillhörde Andreasförsamlingen.

## Historik
Kyrkan invigdes 1964. Andreasförsamlingen beslutade att bygga en ny kyrka och Missionskyrkan såldes omkring 1993 då den ny Andreaskyrkan stod klar.

## Orgel
1968 byggde Grönlunds Orgelbyggeri, Gammelstad en mekanisk orgel.
| Huvudverk I     | Bröstverk II  | Pedalverk      | Koppel |
| Rörflöjt 8'     | Gedackt 8'    | Subbas 16'     | I/P    |
| Principal 4'    | Rörflöjt 4'   | Gedackt 8'     | II/P   |
| Spetsflöjt 4'   | Principal 2'  | Kvintadena 4'  | II/I   |
| Waldflöjt 2'    | Cymbel 3 chor | Koppelflöjt 2' |        |
| Kvinta 1 1⁄3'   | Dulcian 8'    | Fagott 16'     |        |
| Mixtur 3-4 chor | Tremulant     | Rörskalmeja 4' |        |